# Laimdota Planitia
Laimdota Planitia is een laagvlakte op de planeet Venus. Laimdota Planitia werd in 1997 genoemd naar Laimdota, heldin uit het Letse epos Lāčplēsis.
De laagvlakte heeft een diameter van 1800 kilometer en bevindt zich in de quadrangles Fredegonde (V-57) en Henie (V-58).